# WrestleMania XXVIII
WrestleMania XXVIII è stata la ventottesima edizione dell'omonimo evento in pay-per-view prodotto annualmente dalla WWE. L'evento si è svolto il 1º aprile 2012 al Sun Life Stadium di Miami Gardens (Florida).
WrestleMania XXVIII ha raggiunto 1.217.000 acquisti, rendendolo l'evento di wrestling più acquistato nella storia, superando gli acquisti di WrestleMania 23, con un fatturato lordo globale superiore ai 67 milioni di dollari. Lo show ha inoltre stabilito un nuovo record nella storia della WWE per gli 8,9 milioni di dollari incassati dagli spettatori presenti allo stadio.
Questa edizione di WrestleMania è stata la quinta a svolgersi a cielo aperto, le altre quattro furono WrestleMania IX (1993), WrestleMania XIX (2003), WrestleMania XXIV (2008) e WrestleMania XXVI (2010).
È stata la prima edizione di WrestleMania dal 2002 a non includere la Brand extension, la quale è stata abolita nell'estate del 2011 in favore della politica SuperShow, in cui gli atleti di entrambi i roster apparivano regolarmente sia a Raw che a SmackDown.

## Storyline

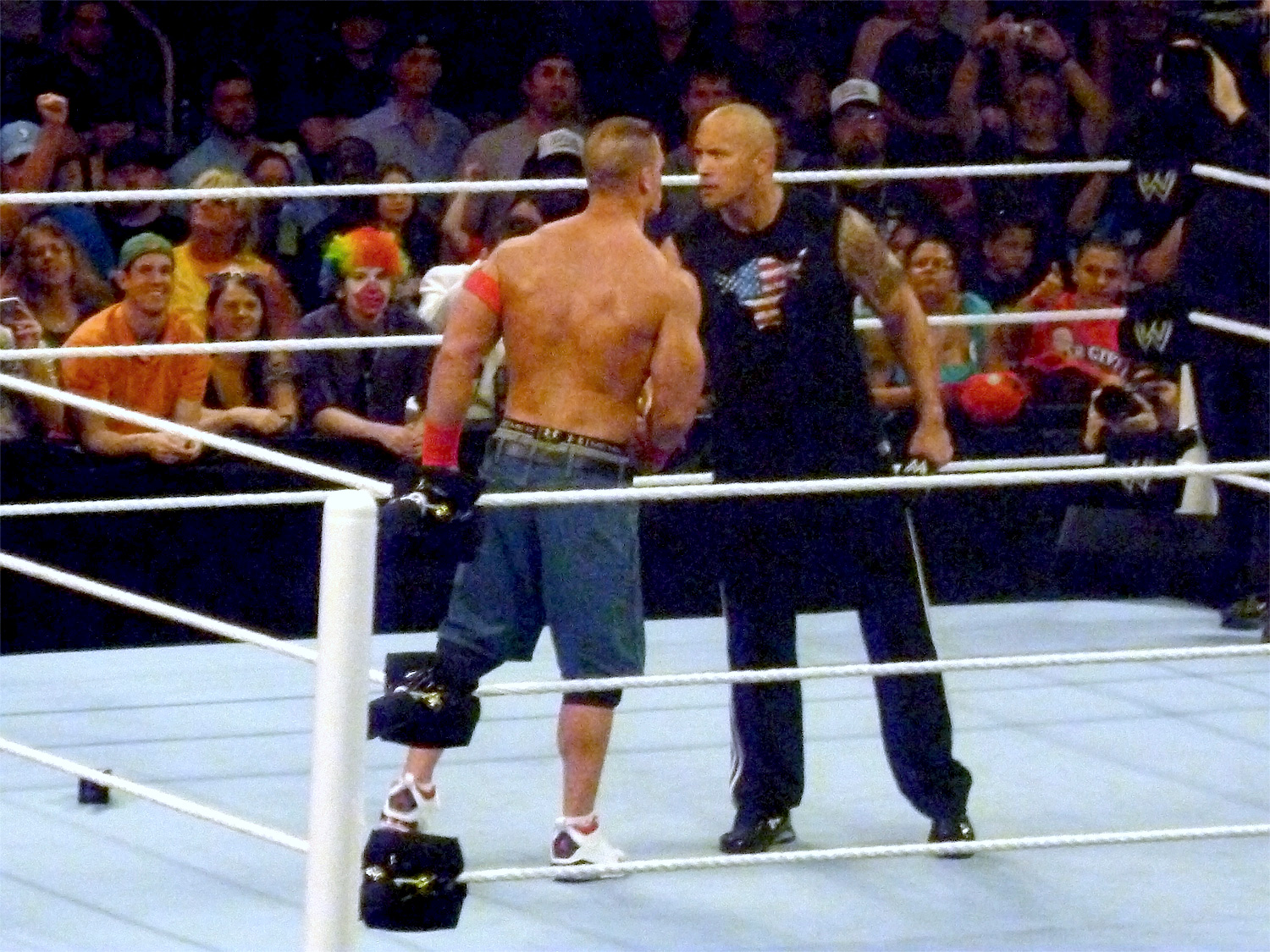
La stretta di mano che sancisce il match tra John Cena e The Rock.

Nella puntata di Raw del 14 febbraio 2011 The Rock viene annunciato come Guest Host di WrestleMania XXVII e, nella medesima sera, attacca verbalmente John Cena, con il quale nelle settimane successive avrà continui botta e risposta, arrivando addirittura ad attaccarlo allo Showcase Of The Immortals durante il suo match contro The Miz, rifilandogli una Rock Bottom che ha permesso a The Miz di schienare Cena e di mantenere il WWE Championship. La sera successiva, a Raw, i due hanno un duro confronto verbale, alla fine del quale The Rock sfida John Cena ad un match che si terrà alla ventottesima edizione di WrestleMania, che si svolgerà proprio nella città natale del People's Champion. Il leader della Cenation accetta, ufficializzando il primo match dell'evento a un anno di distanza da esso. John Cena per la prima volta compete a WrestleMania in un incontro senza alcuna cintura in palio.

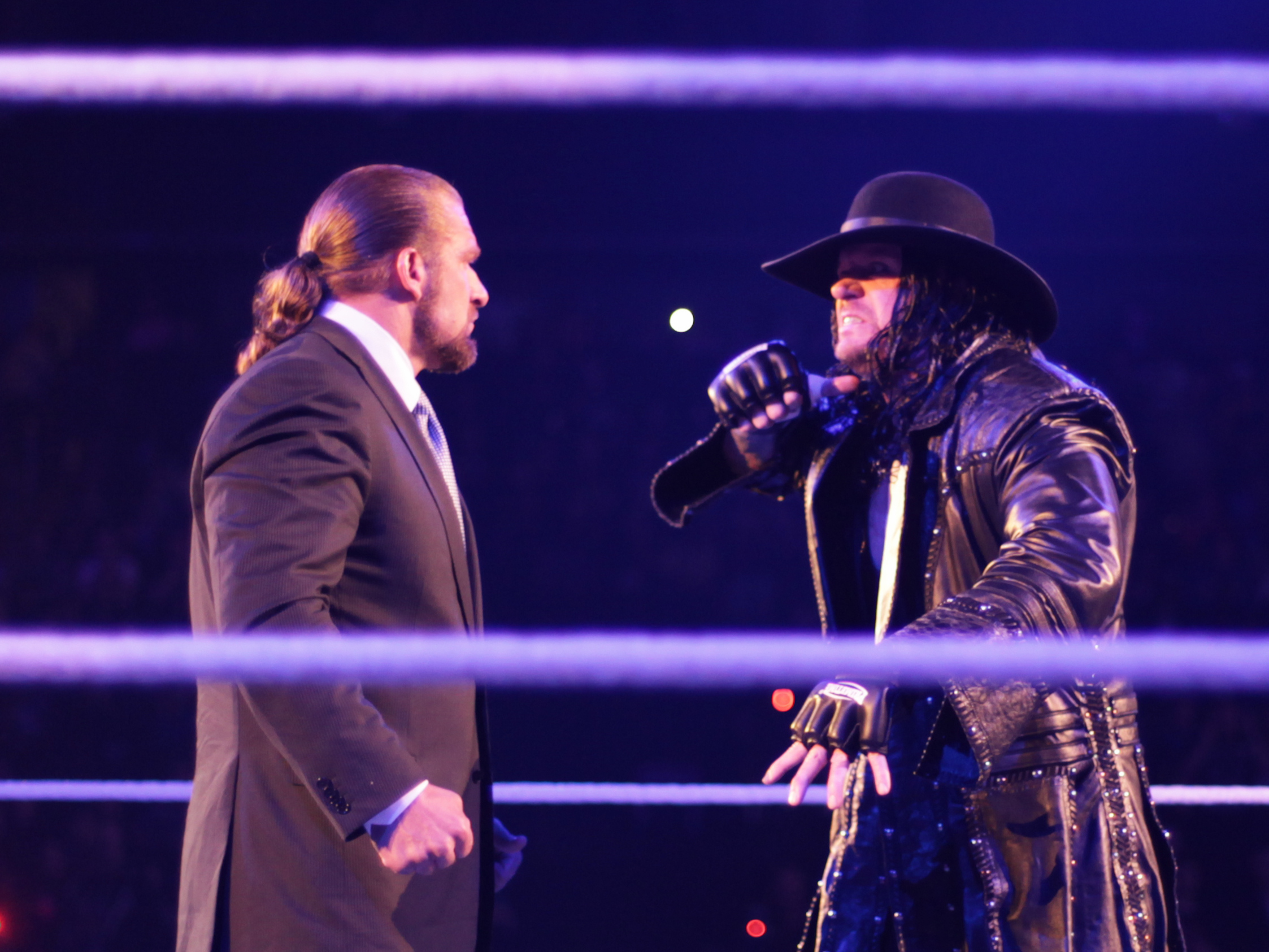
The Undertaker lancia la sua sfida a Triple H.

The Undertaker torna a sorpresa nella puntata di Raw del 30 gennaio 2012, dopo quasi un anno di assenza dagli schermi WWE, durante la verifica di Triple H per il lavoro di GM ad interim di John Laurinaitis. Le sue intenzioni sono chiare: vuole affrontare Triple H a WrestleMania XXVIII, probabilmente a causa delle sue precedenti dichiarazioni dove attestava di aver sconfitto e distrutto il Deadman un anno prima a WrestleMania XXVII, nonostante avesse perso ugualmente il match. Dopo aver proposto la sfida a Triple H come l'anno scorso, con il segno della gola tagliata e guardando il logo del PPV, Triple H gli dà delle pacche sulla spalla e lascia il ring senza dire una parola, declinando la sua sfida. Nella puntata di Raw del 20 febbraio, Undertaker fa il suo ritorno sul ring, provocando Triple H e dandogli sia del codardo sia dell'uomo interessato solo agli affari. The Game continua a rifiutare la proposta del Deadman, poiché tutto ciò sancirebbe la fine di un'era. Mentre torna nel backstage, Undertaker gli dice che sa di non poter riuscire a compiere ciò che nemmeno il suo amico di sempre Shawn Michaels è riuscito a fare, perché HBK è sempre stato meglio di lui. Avendo toccato un tasto dolente, The Game torna sul ring infuriato, ed accetta il match proposto da Undertaker, dicendo che sarà la fine di un'era, e che dovranno dare tutto quello che hanno. Lo sfiderà a WrestleMania, ma a una condizione: deve essere un Hell in a Cell Match. Il Deadman, soddisfatto, dà delle pacche sulla spalla dell'avversario, e abbandona il ring rivolgendogli un sorriso spavaldo. Undertaker nel 1999 aveva prevalso nell'unico match nella gabbia tenutosi a Wrestlemania. Nella puntata di Raw del 5 marzo, Shawn Michaels annuncia all'amico HHH che l'anno scorso ha azzeccato il vincitore del match, e lo azzeccherà anche quest'anno, perché egli sarà lo Special Guest Referee nel match che lo vedrà coinvolto contro Undertaker.

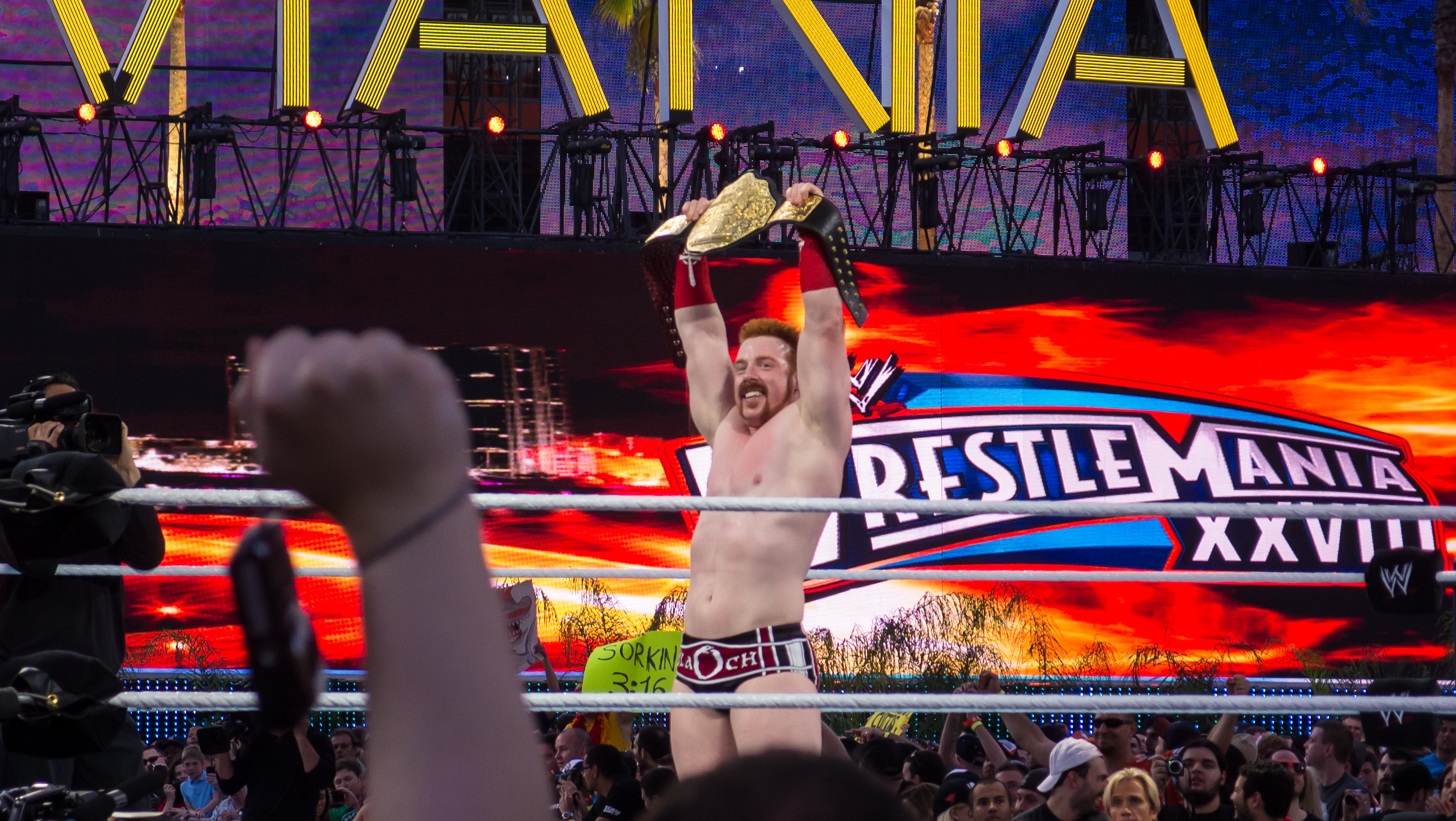
Sheamus festeggia la vittoria del World Heavyweight Championship.

Nella serata del 30 gennaio 2012 di Raw, Chris Jericho interviene nel match fra Daniel Bryan e CM Punk, attaccando quest'ultimo ed effettuando così un Turn Heel che dà inizio alla loro faida. Nella serata del 20 febbraio, Y2J vince una Battle Royal con in palio il ruolo di contendente numero uno al WWE Championship detenuto ancora da CM Punk, riconfermatosi WWE Champion vincendo il Raw Elimination Chamber Match: di conseguenza i due si affronteranno a Wrestlemania con il WWE Championship e il titolo di Best In The World in palio.
Nell'ultimo pay-per-view Daniel Bryan si riconferma World Heavyweight Champion vincendo lo SmackDown Elimination Chamber Match, ma a fine incontro interviene Sheamus che lo attacca, dandogli conferma che a WrestleMania punterà al World Heavyweight Championship.
John Laurinaitis, con l'iniziativa del suo consulente legale David Otunga, ha l'obiettivo di diventare, oltre il GM del roster rosso, anche quello di SmackDown. Ad Elimination Chamber si tiene un segmento sul ring nel quale intervengono Mark Henry e i rientranti Alberto Del Rio e Christian, che chiedono la nomina di John Laurinaitis come GM di Raw e Smackdown. Theodore Long dichiara allora il suo disappunto e tra i due cominciano accese discussioni. Nella puntata di Smackdown del 21 febbraio vi è un diverbio in quanto sono in disaccordo su chi sia il vincitore del match fra CM Punk e Daniel Bryan, che si erano schienati a vicenda. Quando i due sembrano ormai sul punto di andare alle mani, Theodore Long lancia la propria giacca contro il GM di Raw e se ne va infuriato. Nella successiva puntata di Raw però il GM di Smackdown spintona il collega, poiché ha fatto finire il rematch in un No Contest e i relativi assistenti, Santino Marella e David Otunga, sono costretti a separarli. Il 12 marzo, viene annunciato su WWE.com il match che vedrà sfidarsi dodici atleti, sei componenti per il Team Teddy e sei del Team Johnny. Il Team Teddy conta su Santino Marella, R-Truth, Kofi Kingston, Zack Ryder, The Great Khali e Booker T. Il Team Johnny ha a disposizione David Otunga, Mark Henry, Dolph Ziggler, Jack Swagger, The Miz e Drew McIntyre, quest'ultimo va a sostituire Christian, infortunatosi in un match contro CM Punk terminato in No-Contest il 26 marzo a Raw.

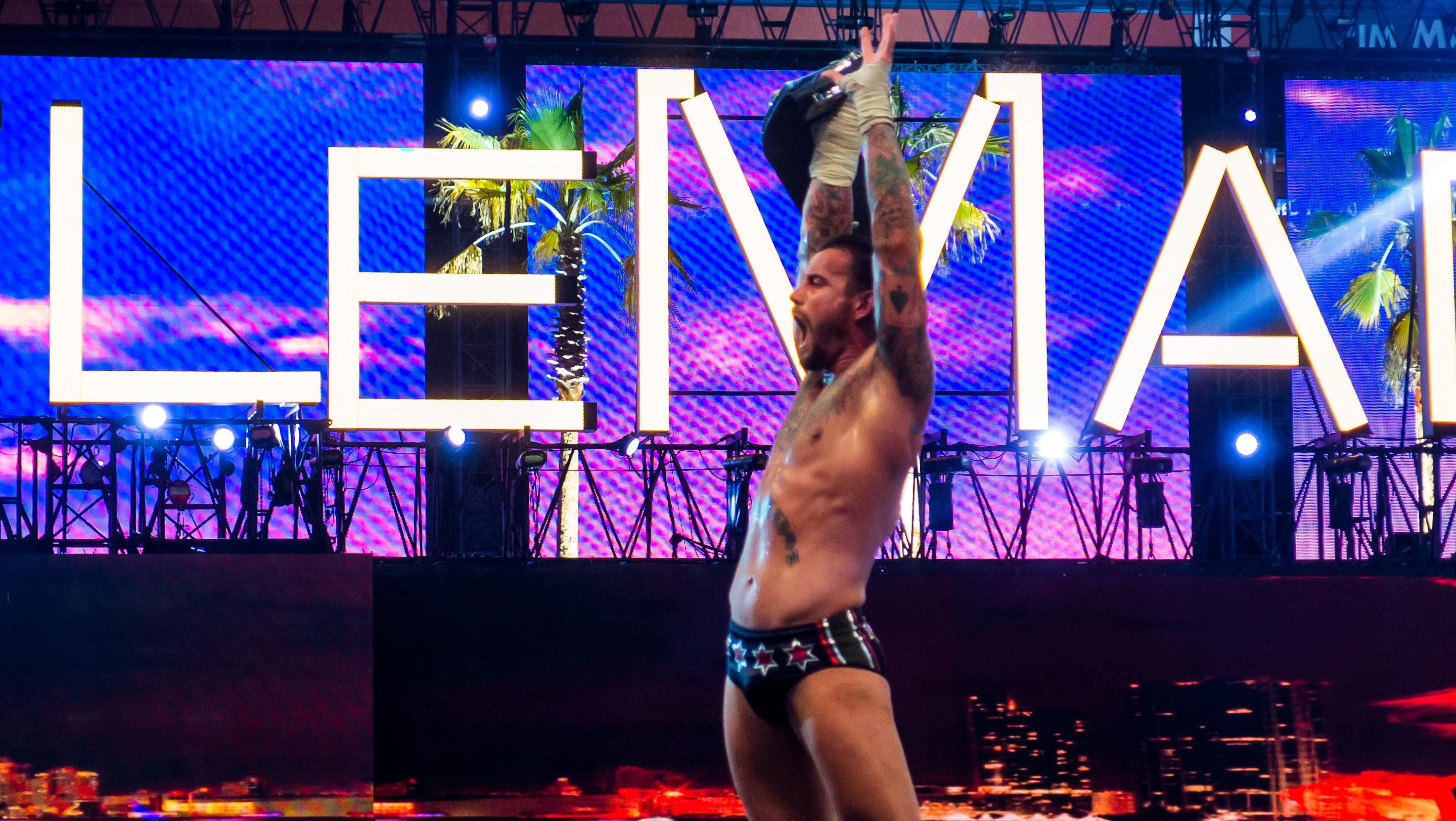
CM Punk con il WWE Championship.

Il 2 marzo a Smackdown, Cody Rhodes parla al pubblico di Big Show dicendo che lo rispetta e sa chi è, cosa ha fatto per la WWE, ma quando si tratta del "Big Show" (riferendosi a WrestleMania) non è nessuno. Subito dopo questa affermazione il gigante accorre sul ring per dare un taglio al discorso e Rhodes fugge tra la folla. Poco dopo interviene Theodore Long, che ufficializza un match tra Big Show e Cody Rhodes a WrestleMania XXVIII con l'Intercontinental Championship in palio.
Nelle ultime settimane, precisamente nelle puntate del 2 marzo di Smackdown e del 5 marzo di Raw, si sono susseguiti degli attacchi tra Kane e Randy Orton, iniziati per primo dalla Big Red Machine apparentemente senza nessun motivo, che verrà poi svelato proprio dall'atleta mascherato nella puntata di Smackdown del 16 marzo, quando viene ufficializzato il loro match per WrestleMania.
Su WWE.com viene ufficializzato un match per la sezione Divas: il team di Eve Torres & Beth Phoenix affronterà quello di Kelly Kelly e la conduttrice di "Extra" Maria Menounos.
Il 30 marzo viene reso noto su WWE.com un match addizionale che si svolgerà nel pre-show: i WWE Tag Team Champions Primo e Epico difenderannoi loro titoli in un Triple Threat Match i loro titoli dall'assalto dei team composti da Justin Gabriel e Tyson Kidd e gli Usos (Jey Uso e Jimmy Uso) nel Pre-show. Il match è stato trasmesso in diretta su WWE.com e sul canale YouTube ufficiale della federazione..

## Risultati
| #    | Incontri | Stipulazioni                                                  | Durata |
| ---- | --- | ------------------------------------------------------------- | ------ |
| Dark | The Colóns (c) hanno sconfitto Justin Gabriel e Tyson Kidd e The Usos | Triple threat tag team match per il WWE Tag Team Championship | 05:11  |
| 1    | Sheamus ha sconfitto Daniel Bryan (c) (con AJ Lee) | Single match per il World Heavyweight Championship            | 00:18  |
| 2    | Kane ha sconfitto Randy Orton | Single match                                                  | 10:56  |
| 3    | Big Show ha sconfitto Cody Rhodes (c) | Single match per il WWE Intercontinental Championship         | 05:18  |
| 4    | Kelly Kelly e Maria Menounos hanno sconfitto Beth Phoenix e Eve Torres | Tag team match                                                | 06:49  |
| 5    | The Undertaker ha sconfitto Triple H | Hell in a cell match con Shawn Michaels come arbitro          | 30:50  |
| 6    | David Otunga, Dolph Ziggler, Drew McIntyre, Mark Henry, Jack Swagger e The Miz hanno sconfitto Booker T, The Great Khali, Kofi Kingston, R-Truth, Santino Marella e Zack Ryder | Six-on-six tag team match                                     | 10:38  |
| 7    | CM Punk (c) ha sconfitto Chris Jericho per sottomissione | Single match per il WWE Championship                          | 22:21  |
| 8    | The Rock ha sconfitto John Cena | Single match                                                  | 30:34  |

## Recensioni
WrestleMania XXVIII ha ricevuto un'accoglienza molto positiva: il tabloid britannico The Sun ha assegnato all'evento 8.5 punti su 10, con l'incontro tra Punk e Jericho consacrato a match della serata per i puristi del wrestling; la prima ora dello spettacolo, tuttavia, è stata definita un disastro, soprattutto l'incontro con in palio il World Heavyweight Championship durato solo diciotto secondi.
Examiner.com ha attribuito all'evento quattro stelle su cinque, proclamando Triple H vs Undertaker il match della serata e descrivendolo come "una raffica di violenza, passione e ritmo mostrata dai tre wrestler presenti nella gabbia brutale". L'inizio dello show è tuttavia stato etichettato anche in questo caso come deludente.
The Canadian Online Explorer ha classificato l'evento con 6.5 punti su 10, dando il punteggio massimo agli incontri Undertaker vs Triple H e Punk vs Jericho, mentre il main event ha ricevuto un punteggio di 7/10.
L'Huffington Post ha lodato il main event, applaudendo Dwayne Johnson e sostenendo che ha dimostrato di poter ancora lottare sul quadrato. Gli incontri tra Jericho e Punk e tra Undertaker e Triple H sono stati altrettanto apprezzati.